# عقد كلبس محب للحمض
عقد كلبس محب للحمض (الاسم العلمي:Klebsormidium acidophilum) هو نوع من الطحالب الخضراء يتبع جنس عقد كلبس من فصيلة العقدية الكلبسية.